# Erro
Erro – gmina w Hiszpanii, w Nawarze, o powierzchni 143,62 km². W 2011 roku gmina liczyła 804 mieszkańców.